# Eugene Robert Black Sr.

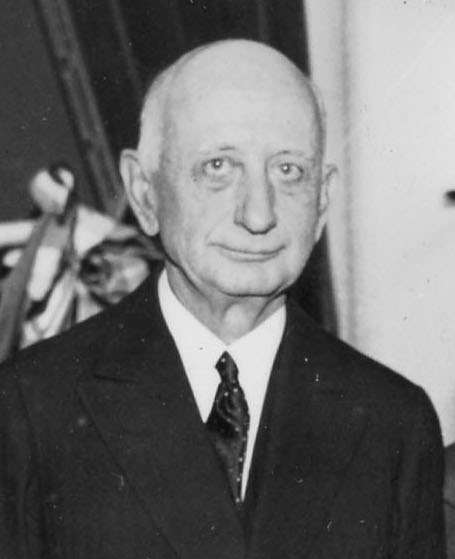
Eugene Robert Black, 1934

Eugene Robert Black (* 7. Januar 1873 in Atlanta; † 19. Dezember 1934 ebenda) war ein US-amerikanischer Rechtsanwalt.

## Werdegang
Geboren und aufgewachsen in Atlanta, studierte Black an der University of Georgia Jura. Dort war er Mitglied der Chi-Phi-Bruderschaft und der Literarischen Gesellschaft Phi Kappa. Im Jahre 1897 heiratete er eine Tochter von Henry W. Grady. Sie bekamen einen Sohn, Eugene Robert Black Jr.
Im Jahre 1921 wurde Black Präsident der Atlanta-Trust-Gesellschaft. Ein Jahr vor dem Schwarzen Donnerstag wurde er Gouverneur der regionalen Federal Reserve Bank of Atlanta. Mit seiner Offenmarktpolitik bekämpfte er erfolgreich den Bankansturm in der Folge des Schwarzen Donnerstags. Er behielt diese Politik während der Weltwirtschaftskrise bei und wurde am 19. Mai 1933 Vorsitzender des Zentralbank-Systems der Vereinigten Staaten, FED, ernannt. Auf ihn folgte am 15. August 1934 Marriner Eccles.
Black starb überraschend am 19. Dezember 1934.